# 大阪市電靱本町線
靱本町線（うつぼほんまちせん）は、大阪市の川口町停留場 - 谷町三丁目停留場間を結んでいた大阪市電の軌道路線である。

## 路線概要
- 起点：川口町停留場
- 終点：谷町三丁目停留場
- 営業キロ：3.3km
- 軌間：1,435mm
- 電化方式：直流600V

## 沿革
- 1913年（大正2年）
  - 2月21日：大阪市電の第三期線として、茂左衛門橋停留場駅 - 靱南通停留場（初代）間（1.1km）が開業。
  - 5月6日：江ノ子島停留場 - 茂左衛門橋停留場間（0.2km）、靱南通停留場（初代） - 谷町三丁目停留場間（1.8km）が延伸開業。
  - 7月2日：靱南通停留場（初代）を信濃橋停留場に改称。
  - 7月8日：川口町停留場 - 江ノ子島停留場間（0.2km）が延伸開業し、全線開業。
- 1913年（大正2年） - 1915年（大正4年）：本町一丁目停留場が開業。
- 1923年（大正12年） - 1924年（大正13年）
  - 内本町停留場を内本町二丁目停留場に改称。
  - 内本町一丁目停留場が開業。
- 1927年（昭和2年）1月10日：江ノ子島停留場を廃止。
- 1944年（昭和19年）6月1日：戦時体制下で終日急行運転実施のため、茂左衛門橋停留場、太郎助橋停留場、本町三丁目停留場、本町一丁目停留場、内本町一丁目停留場を廃止。
- 1945年（昭和20年）3月13日 - 7月1日：戦災のため全線休止。
- 1947年（昭和20年）4月1日：運行再開。
- 1951年（昭和26年）7月15日：茂左衛門橋停留場、靱南通停留場（2代、もとの太郎助橋停留場）が復活。
- 1952年（昭和27年）
  - 5月1日：本町三丁目停留場が復活。
  - 12月1日：本町一丁目停留場、内本町一丁目停留場が復活。
- 1961年（昭和36年）6月1日
  - 茂左衛門橋停留場を靱本町四丁目停留場に改称。
  - 靱南通停留場を靱本町停留場に改称。
- 1964年（昭和39年）10月1日：全線廃止。

## 駅一覧
| 停留場名           | 読み                       | キロ程 | 接続路線                                            |
| ------------------ | -------------------------- | ------ | --------------------------------------------------- |
| 川口町停留場       | かわぐちちょう             | 0.0    | 大阪市電：九条中之島線、土佐堀南岸線                |
| 靭本町四丁目停留場 | うつぼほんまちよんちょうめ | 0.4    |                                                     |
| 岡崎橋停留場       | おかざきばし               | 0.7    | 大阪市電：桜川中之島線                              |
| 靱本町停留場       | うつぼほんまち             | 1.1    |                                                     |
| 信濃橋停留場       | しなのばし                 | 1.5    | 大阪市電：南北線                                    |
| 本町四丁目停留場   | ほんまちよんちょうめ       | 1.7    |                                                     |
| 本町三丁目停留場   | ほんまちさんちょうめ       | 1.9    |                                                     |
| 本町二丁目停留場   | ほんまちにちょうめ         | 2.2    | 大阪市電：堺筋線                                    |
| 本町一丁目停留場   | ほんまちいっちょうめ       | 2.4    |                                                     |
| 内本町二丁目停留場 | うちほんまちにちょうめ     | 2.7    |                                                     |
| 内本町一丁目停留場 | うちほんまちいっちょうめ   | 2.9    |                                                     |
| 谷町三丁目停留場   | たにまちさんちょうめ       | 3.3    | 大阪市電：谷町寝屋川線、谷町線（1944年5月31日まで） |

- 1959年（昭和34年）7月当時

### 廃駅
- 江ノ子島駅（川口町停留場 - 茂左衛門橋駅間）：1927年（昭和2年）1月10日廃止。キロ程0.2km。

## 系統
18号系統・19号系統が走っていた。